# Steirodon emsleyi
Steirodon emsleyi är en insektsart som beskrevs av Piza Jr. 1979. Steirodon emsleyi ingår i släktet Steirodon och familjen vårtbitare. Inga underarter finns listade i Catalogue of Life.